# Prays oleae
La tignola dell'olivo (Prays oleae Bernard, 1788) è un lepidottero appartenente alla famiglia Praydidae. Specie fitofaga associata all'olivo, rappresenta una delle più importanti avversità di questa coltivazione.

## Importanza e diffusione
Nell'ambito dei fitofagi associati all'olivo, l'importanza della Tignola è seconda solo a quella della più nota Mosca delle olive. La reale entità della dannosità di questa specie è tuttavia incerta e, nonostante l'ampia ricerca ad essa dedicata, sussistono indicazioni contrastanti in merito. Le larve della Tignola attaccano le foglie, i fiori e i frutti dell'olivo.
La letteratura indica, in generale e in condizioni di ordinarietà, una scarsa importanza economica dei danni causati alle foglie e ai fiori, in relazione alle peculiarità morfologiche e fisiologiche dell'olivo, mentre è piuttosto variabile e incerta l'entità dei danni causati ai frutti: gli attacchi alle drupe ne provocano la caduta precoce o tardiva, ma sempre prima della maturazione, comportando una decurtazione della produzione. La stima dei danni causati dalla "cascola parassitaria" è però difficile a causa della sovrapposizione con lo stesso fenomeno causato da fattori fisiologici o ambientali di altra natura e della capacità dell'olivo di compensare le perdite dei frutti incrementando la resa unitaria dei frutti residui.
Va inoltre considerato che la specie è soggetta ad un'elevata mortalità per cause naturali, per cui non c'è una correlazione ben delineata e costante fra entità della popolazione ed entità dei danni.

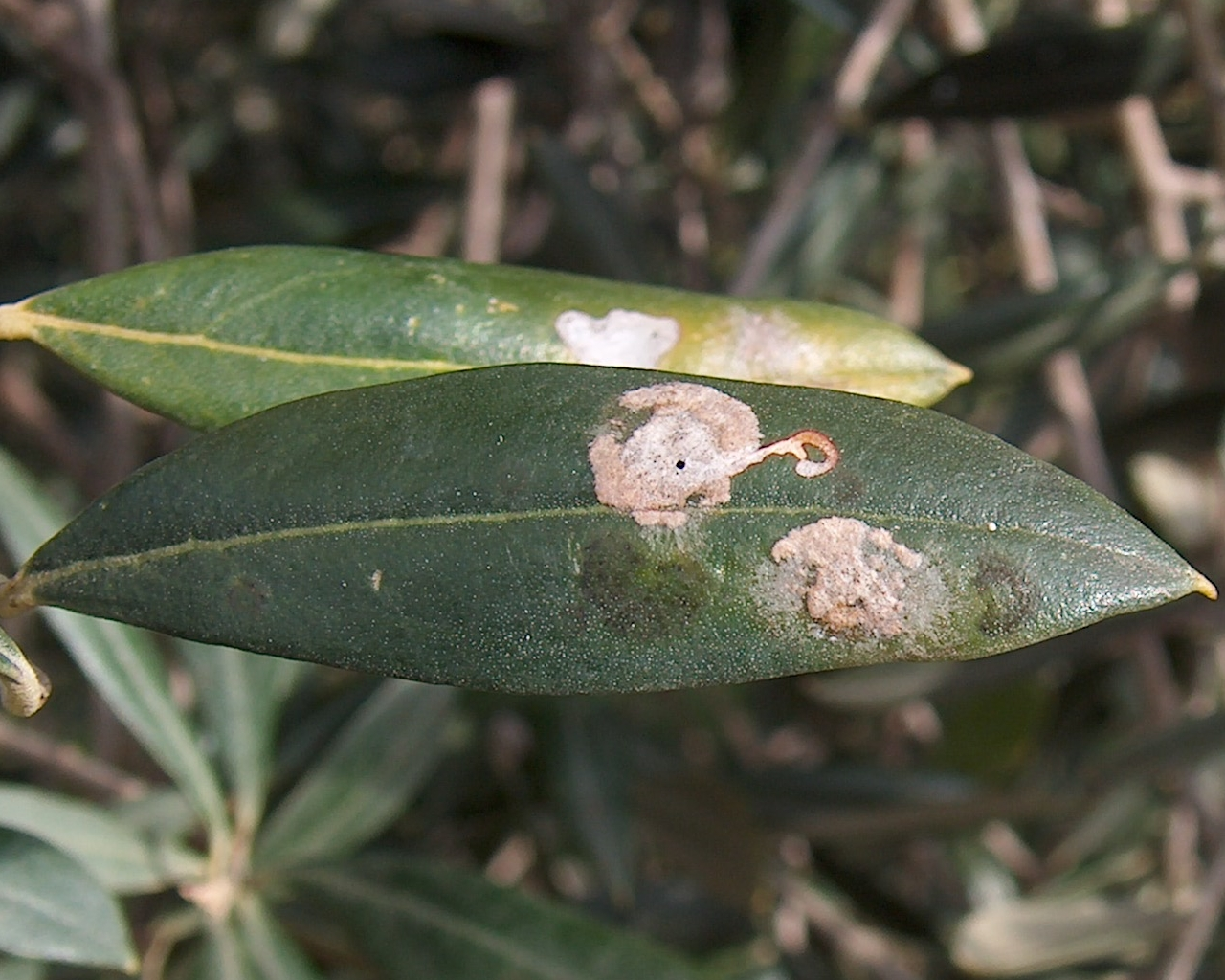
Danni causati da larve di IV età.

In definitiva, l'opinione di molti studiosi è che questo fitofago si riveli realmente dannoso solo in determinate annate e, probabilmente, in determinate regioni o in particolari contesti agronomici. In molte regioni, compresa l'Italia, la specie è ritenuta di secondaria importanza e non è interessata da specifici interventi di controllo sistematici. Tuttavia, l'impossibilità di intervenire con metodi curativi all'accertamento di un'infestazione di particolare entità e la difficoltà di approntare modelli previsionali portabili nel tempo e nello spazio, fanno sì che a questa specie sia associata una particolare aleatorietà che la rendono una "variabile pazza". In altri termini, se in genere la Tignola provoca danni trascurabili, periodicamente o localmente si rivela notevolmente dannosa e in modo pressoché imprevedibile. Per questi motivi, alla Tignola è dedicata un'attenzione particolare da parte della ricerca scientifica, delle autorità fitosanitarie, dei produttori.
La specie è diffusa in tutto l'areale originario di coltivazione dell'olivo, dal Mar Nero alle coste atlantiche della Penisola Iberica e del Nordafrica. Nonostante l'ampia diffusione che ha avuto l'olivo nelle altre aree a clima mediterraneo, attualmente l'areale del Prays oleae è circoscritto alla sola Regione paleartica. Si teme però l'esportazione in altre regioni. Da anni, le autorità fitosanitarie californiane e l'USDA tengono questa specie sotto osservazione, controllando i possibili ingressi sia negli Stati Uniti sia in Messico. Nel 2002, nei principali porti della California, i funzionari addetti ai controlli hanno intercettato 80 esemplari di Tignola.

## Sistematica
La posizione sistematica del genere Prays e, quindi, della specie P. oleae è incerta e controversa secondo gli Autori. Molti Autori inquadrano il genere Prays nella famiglia dei Plutellidae, ma è alquanto diffusa, storicamente e attualmente, anche l'attribuzione alla famiglia degli Yponomeutidae. Fra gli entomologi italiani prevale l'inserimento nella famiglia Yponomeutidae. Lo stesso inquadramento tassonomico è riportato in diverse autorevoli fonti quali, ad esempio, lo Zoological Record, Fauna Europaea, il Natural History Museum.

## Descrizione

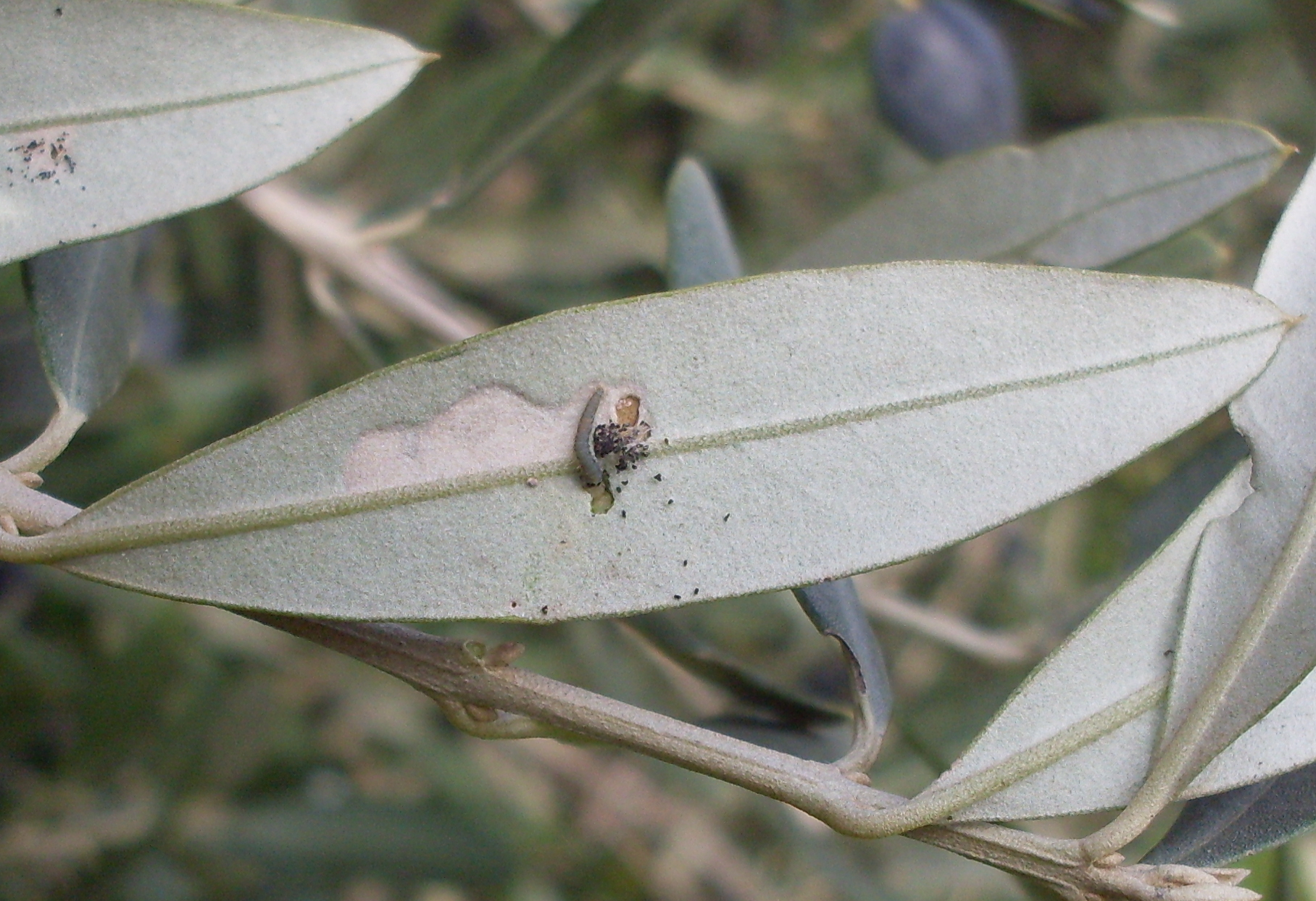
Larva, probabilmente di IV età, abbandonata la mina erode la pagina inferiore di una foglia dall'esterno.

L'adulto è una piccola farfalla, con 11-15 mm di apertura alare. La morfologia dei due sessi è sostanzialmente uniforme, con dimensioni leggermente minori nei maschi rispetto alle femmine. Il capo è globoso, con antenne relativamente lunghe, filiformi, formate da 35 articoli. Il torace presenta una macchietta brunastra sullo scutello. Le ali anteriori sono grigie con riflessi argentati e decorazioni rappresentate da macchie nerastre, in genere due, dal contorno indefinito e variabile. Quelle posteriori hanno una colorazione grigia più chiara e uniforme ed hanno il margine posteriore lungamente frangiato. A riposo, le ali sono ripiegate a tetto sull'addome.
L'uovo ha una forma lenticolare, leggermente convessa e con profilo leggermente ellittico, di circa mezzo millimetro di diametro. Appena deposto è bianco, ma con lo sviluppo dell'embrione vira al giallo, poi al rossastro e, infine, al bruno. In caso di aborto, il colore ritorna al giallo.
La larva è di tipo eruciforme. Nel corso del suo sviluppo cresce di dimensioni da circa mezzo millimetro di lunghezza (neonata) a 7–8 mm (larva matura di 5ª età). La pigmentazione è uniforme, di colore verde, giallo o nocciola, oppure, più frequentemente, mostra due strie longitudinali sul dorso, di colore verdastro, affiancate ai lati da due fasce giallastre. Pigmentazioni brune o bruno-nerastre sono presenti in corrispondenza del capo, del protorace e della regione anale.
La crisalide, lunga circa 5 mm, è di colore bruno ed è racchiusa in un bozzoletto di seta rada, di colore biancastro.

## Biologia

### Etologia
La specie è strettamente associata a piante della famiglia delle Oleaceae. Attacca principalmente l'olivo e l'olivastro, ma si rinviene anche sulle filliree, sul gelsomino, sui ligustri. La letteratura cita anche attacchi a Ranuncolaceae del genere Anemone.

Formula del feromone del P. oleae.

Gli adulti hanno abitudini crepuscolari e durante il giorno stazionano fra la vegetazione, sotto la pagina inferiore delle foglie e sono attivi a temperature di almeno 12 °C. Gli accoppiamenti hanno luogo subito dopo lo sfarfallamento e avvengono a seguito dell'emissione del feromone sessuale da parte delle femmine. Il feromone è un'aldeide a 14 atomi di carbonio ((Z)-7-tetradecenale) ed ha un raggio d'azione piuttosto ampio. Le ovideposizioni avvengono subito dopo e si protraggono per circa un mese, con la massima intensità nella prima settimana dallo sfarfallamento. Una femmina depone, nel corso della sua vita, circa 200 uova, fino a massimi accertati di 300 uova.
Le larve hanno comportamenti differenti secondo la generazione. La Tignola dell'olivo svolge tre generazioni l'anno, in ciascuna delle quali, le larve sviluppano a spese di organi differenti: la generazione svernante, autunno-primaverile, si nutre a spese delle foglie (generazione fillofaga); quella primaverile attacca i fiori (generazione antofaga); infine, quella estiva, attacca il seme delle olive (generazione carpofaga). In realtà, sembra che questo sia un adattamento secondario e si presume che la dieta primitiva del Prays fosse fillofaga. Questa ipotesi è avvalorata dal fatto che in annate di scarsa produzione anche le larve delle generazioni primaverile ed estiva si nutrono a spese delle foglie.
Lo sviluppo larvale si svolge in 5 mute, di cui l'ultima conduce alla ninfosi.

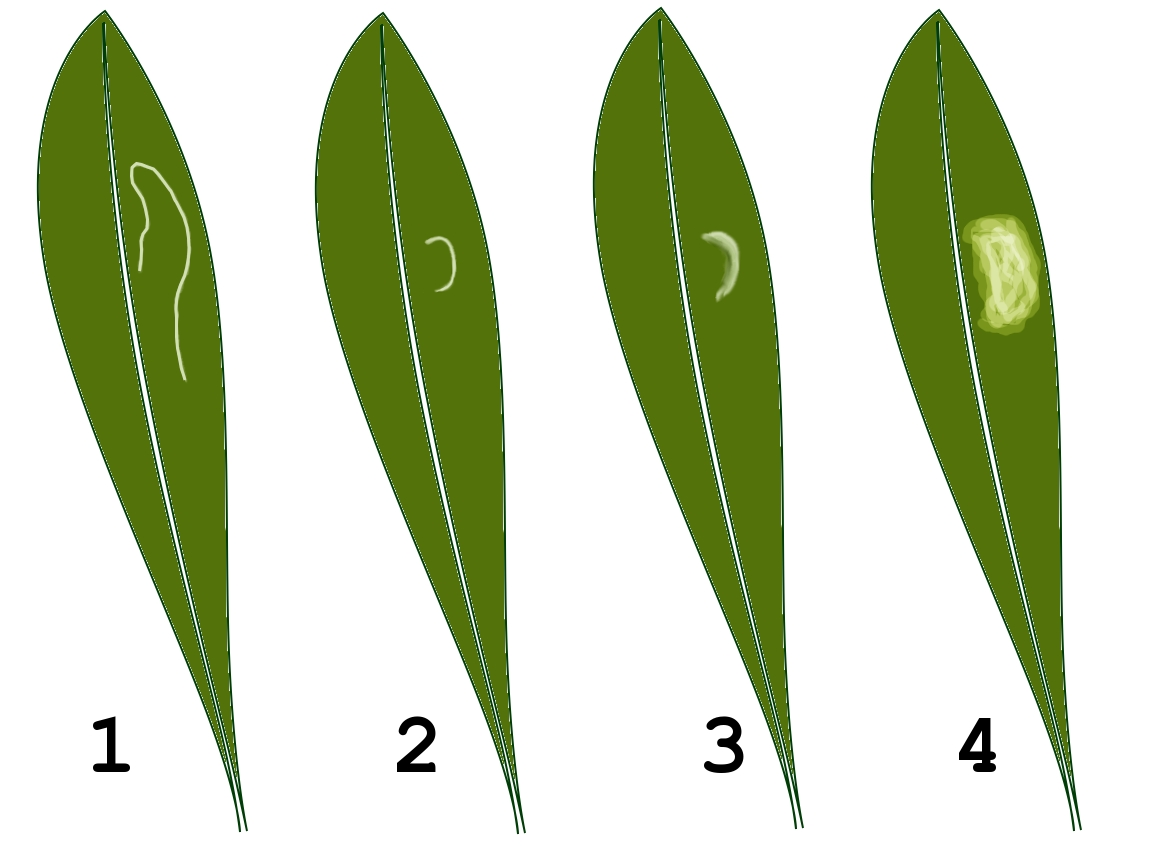
Rappresentazione schematica delle mine fogliari da Prays oleae.
1) 1ª età
2) 2ª età
3) 3ª età
4) 4ª età.

Generazione carpofaga: fasi dell'infestazione.
1. Penetrazione (fine giugno)
2. Crescita (luglio)
3. Indurimento dell'endocarpo (prima metà di agosto)
4. Fuoriuscita della larva matura (settembre).

Le larve della generazione fillofaga rappresentano la fase svernante. Il loro comportamento cambia secondo l'età: fino alla 4ª età sono fillominatrici e scavano mine fogliari dall'aspetto ben definito; ciò permette di riconoscere con una certa precisione lo stadio di sviluppo in base al sintomo rilevato:
- la larva di 1ª età costruisce una mina molto sottile e dall'andamento irregolare;
- la larva di 2ª età costruisce una mina, tracciando una sorta di C di circa 3 mm di diametro;
- la larva di 3ª età costruisce una mina che ha ancora la forma di una C, dello stesso diametro di quella tracciata dalla larva di 2ª, ma con il lume più ampio fino a presentarsi come una placca di forma subcircolare o ovale;
- la larva di 4ª età, infine, costruisce una quarta mina, che si presenta come una placca dal contorno irregolare e di dimensioni doppie rispetto a quella dell'età precedente.

Ad ogni età si produce sempre una nuova mina, ma fra una muta e la successiva possono essere costruite anche più mine, sulla stessa foglia o su foglie diverse. La larva di 5ª età ha dimensioni tali da non poter più condurre la vita all'interno di una foglia, perciò si sviluppa all'esterno, restando sulla pagina inferiore delle foglie. Il danno in questo caso si manifesta con un'erosione di tutto lo spessore della foglia con l'eccezione dell'epidermide superiore. A maturità erode anche gli apici dei giovani germogli, producendo danni simili a quelli della Piralide dell'olivo. In questa fase, in genere, produce una sorta di riparo avvolgendo le giovani foglioline del germoglio con fili sericei.
Le larve della generazione antofaga hanno un comportamento più semplice e una vita più breve. Nelle primissime fasi, fino a quando hanno lunghezza inferiore a 2–3 mm, si sviluppano all'interno dei boccioli fiorali, passando di fiore in fiore. Superate queste dimensioni erodono i fiori dall'esterno, avvolgendoli in grovigli di fili di seta. Una sola larva distrugge in media da 10 a 20 fiori, talvolta anche fino al doppio.
Le larve della generazione carpofaga, infine, si sviluppano all'interno delle olive in accrescimento. La penetrazione avviene precocemente, subito dopo l'allegagione: poiché le uova sono deposte sul calice, la penetrazione avviene presso il peduncolo della giovane oliva penentrando direttamente dalla faccia ventrale dell'uovo. All'inizio lo sviluppo è piuttosto lento e la larvetta si posiziona fra l'endocarpo e il seme. Nel mese di agosto ha luogo la lignificazione dell'endocarpo e la larva resta confinata all'interno del nocciolo, erodendo completamente il seme. La larva matura fuoriesce dall'oliva prima di impuparsi, ma l'unica via di uscita lasciata dall'endocarpo legnoso è rappresentata dal polo peduncolare, attraverso il quale passano i vasi; la larva scava perciò una mina di uscita, producendo un foro di circa 2 mm di diametro proprio in corrispondenza del peduncolo dell'oliva, causandone in genere la caduta precoce nel mese di settembre.
La ninfosi si svolge all'interno di un rado bozzoletto di seta costruito dalla larva matura. Anche in questo caso si hanno comportamenti differenti secondo la generazione:
- le larve della generazione fillofaga si impupano nel groviglio di fili sericei prodotto all'apice dei germogli;
- quelle della generazione antofaga nel groviglio di fili sericei che avvolgono i resti delle infiorescenze;
- quelle della generazione carpofaga si impupano in genere nel terreno, a seguito della caduta dell'oliva, oppure sulla vegetazione se l'oliva resta attaccata all'albero.

### Ciclo
Da quanto detto in precedenza, si evince che il ciclo del Prays oleae è sincronizzato con quello dell'olivo. La scansione temporale è abbastanza costante, con differenze dovute per lo più alla precocità della cultivar e alla regione. Gli anticipi riguardano ovviamente le cultivar più precoci e le regioni più calde, mentre i ritardi hanno luogono nelle regioni più settentrionali dell'areale e sulle cultivar più tardive.
La generazione fillofaga ha inizio a fine autunno, con le ovideposizioni delle femmine sviluppate dalla generazione carpofaga, in un periodo che si protrae dal mese di settembre fino agli inizi di gennaio. La prima muta ha luogo fra gennaio e febbraio, perciò in pieno inverno è possibile riscontrare solo le mine serpentiformi. Le larve di 5ª età si rinvengono in primavera, in un intervallo temporale che va dal mese di marzo al mese di maggio. Durante questo periodo ha luogo anche l'incrisalidamento. Gli adulti di questa generazione sfarfallano in piena primavera, da aprile fino agli inizi di giugno. Le femmine depongono le uova sulle mignole, in genere lasciando un solo uovo per ogni bocciolo. In caso di forti infestazioni possono essere deposte anche più uova per ogni bologo.
La generazione antofaga ha scansioni temporali più ravvicinate. Le larve sono presenti da aprile fino a tutto giugno, dapprima sulle minole ancora in formazione, successivamente sulle infiorescenze. Il loro sviluppo si completa in circa un mese, al quale segue la ninfosi, della durata di 1-2 settimane. Gli sfarfallamenti degli adulti della generazione antofaga hanno luogo perciò in un arco temporale che va dalla fine di maggio fino alla prima metà luglio, con la maggiore frequenza nel mese di giugno. Le femmine di questa generazione depongono le uova sul calice delle piccole olivine, appena allegate. Le ovideposizioni in genere sono correlate alla cultivar: sono più precoci sulle olive da mensa, più tardive in quelle da olio; le olivine interessate dalle ovideposizioni hanno per lo più le dimensioni di un chicco di grano. In genere, con basse e moderate infestazioni, viene deposto un solo uovo per ogni olivina.
Le larvette della generazione carpofaga penetrano nell'oliva passando direttamente dall'uovo attraverso il lato ventrale, quello a contatto con il calice. Durante la fase della penetrazione si verifica una cascola precoce delle olivine. Le larve presenti su queste olive sono destinate alla morte. La penetrazione delle larve, comunque, ha luogo solo finché l'endocarpo non si è ancora lignificato. Prima dell'indurimento del nocciolo, che in media si verifica nella prima metà di agosto, la larva può attaccare anche la polpa in via di accrescimento provocando il disseccamento e la cascola estiva. Questa cascola è comunque di entità limitata. La maggior parte delle larve si sviluppa a spese del seme, che viene eroso a partire dall'esterno. Dopo la lignificazione è possibile rilevare l'attacco aprendo il nocciolo con una tronchese: il seme apparirà più o meno eroso, con aree imbrunite o necrotizzate, presenza di rosura e, naturalmente, della larvetta. In ogni modo, l'oliva resta vitale e prosegue nel suo accrescimento. Lo sviluppo larvale si completa a partire dalla seconda metà di agosto, in genere sulle olive da mensa. Da questo periodo in poi ha luogo la fuoriuscita della larva e, nella generalità dei casi, la conseguente caduta delle olive. La cascola si protrae, secondo la cultivar e la regione, dalla fine di agosto a tutto il mese di settembre e la sua entità è correlata all'intensità degli attacchi. Le olive attaccate che non si distaccano alla fuoriuscita della larva, sono comunque destinate a cadere prima della maturazione a causa della scarsa resistenza in corrispondenza dell'inserzione del peduncolo sulla drupa. L'impupamento, nel terreno o sull'albero, ha una durata di circa due settimane, dopo di che iniziano gli sfarfallamenti.

### Fattori naturali di controllo
La biologia della Tignola è soggetta ad un forte controllo da parte di fattori naturali, che di norma sono causa di un'elevata mortalità.
Diversi sono i nemici naturali, sia fra i predatori, appartenenti a diversi ordini, sia i parassitoidi, prevalentemente ascrivibili all'ordine degli Imenotteri.
Fra i più attivi parassitoidi associati alla Tignola vi sono Ageniaspis fuscicollis var. praysincola (Hymenoptera: Encyrtidae) e Chelonus elaeaphilus (Hymenoptera: Braconidae). L'A. fuscicollis praysincola è un parassitoide endofago e poliembrionico che svolge tre generazioni l'anno, sincronizzate con quelle del Prays. Il C. elaeaphilus è anch'esso un parassitoide endofago. Entrambi attaccano le larve. L'azione di questi parassitoidi è coadiuvata da altri, ascrivibili ad Imenotteri Calcidoidi e Icneumonidi che si comportano come ectoparassitoidi sulle larve o come endoparassitoidi sulle crisalidi. In generale tutti i parassitoidi associati alla Tignola sono polifagi, perciò la loro efficacia è subordinata allo stato di biodiversità che riguarda la località in cui è ubicato l'oliveto.
La predazione si esercita fondamentalmente sulle uova e sulle larve nei primi stadi di sviluppo, ad opera di entomofagi polifagi. Fra i più attivi sulle uova vi sono le larve di Neurotteri (Crisopidi), stadi giovanili e adulti di Rincoti predatori (Antocoridi e Miridi), le larve di Imenotteri oofagi (Tricogrammatidi) e, infine, quelle di Ditteri (Sirfidi). Queste ultime sono attive anche sulle larve. Anche nel caso dei predatori, l'efficacia della loro azione è subordinata allo stato di salute dell'agrosistema e al grado di biodiversità.
Un quadro generale più ampio degli entomofagi attivi sul Prays oleae è riassunto nella seguente tabella:
| Specie                             | Famiglia                       | Stadio attivo   | Etologia         | Fonte                     |
| ---------------------------------- | ------------------------------ | --------------- | ---------------- | ------------------------- |
| Varie                              | Rhynchota: Anthocoridae        | Neanide, adulto | Predatore        | [ 2 ] [ 6 ]               |
| Varie                              | Rhynchota: Miridae             | Neanide, adulto | Predatore        | [ 6 ]                     |
| Varie                              | Neuroptera: Chrysopidae        | Larva           | Predatore        | [ 2 ] [ 6 ] [ 8 ] [ 9 ]   |
| Xanthandrus comptus                | Diptera: Syrphidae             | Larva           | Predatore        | [ 10 ]                    |
| Phytomyptera nigrina               | Diptera: Tachinidae            | Larva           | Endoparassitoide | [ 11 ]                    |
| Horogenes armillata                | Hymenoptera: Ichneumonidae     | Larva           | Ectoparassitoide | [ 9 ] [ 12 ] [ 13 ]       |
| Horogenes tibialis                 | Hymenoptera: Ichneumonidae     | Larva           | Ectoparassitoide | [ 9 ] [ 12 ]              |
| Pimpla alternans                   | Hymenoptera: Ichneumonidae     | Larva           | Ectoparassitoide | [ 9 ] [ 12 ]              |
| Exochus notatus                    | Hymenoptera: Ichneumonidae     | Larva           | Ectoparassitoide | [ 9 ] [ 12 ]              |
| Diadegma semiclausa                | Hymenoptera: Ichneumonidae     | Larva           | Ectoparassitoide | [ 9 ] [ 12 ]              |
| Scambus elegans                    | Hymenoptera: Ichneumonidae     | Larva           | Ectoparassitoide | [ 9 ] [ 12 ] [ 13 ]       |
| Itoplectis alternans               | Hymenoptera: Ichneumonidae     | Larva           | Endoparassitoide | [ 2 ] [ 14 ]              |
| Angitia armilata                   | Hymenoptera: Ichneumonidae     | Larva           |                  | [ 9 ] [ 12 ]              |
| Chelonus elaeaphilus               | Hymenoptera: Braconidae        | Larva           | Endoparassitoide | [ 2 ] [ 9 ] [ 12 ] [ 15 ] |
| Chelonus nitens                    | Hymenoptera: Braconidae        | Larva           | Endoparassitoide | [ 9 ] [ 12 ]              |
| Phanerotoma dentata                | Hymenoptera: Braconidae        | Larva           | Endoparassitoide | [ 9 ] [ 12 ]              |
| Apanteles xanthostigma             | Hymenoptera: Braconidae        | Larva           | Endoparassitoide | [ 9 ] [ 12 ] [ 16 ]       |
| Apanteles dilectus                 | Hymenoptera: Braconidae        | Larva           | Endoparassitoide | [ 9 ] [ 12 ]              |
| Apanteles ultor                    | Hymenoptera: Braconidae        | Larva           | Endoparassitoide | [ 9 ] [ 12 ]              |
| Bracon crassicornis                | Hymenoptera: Braconidae        | Larva           | Ectoparassitoide | [ 9 ] [ 12 ]              |
| Bracon lateus                      | Hymenoptera: Braconidae        | Larva           | Ectoparassitoide | [ 9 ] [ 12 ]              |
| Rhogas circunscriptus              | Hymenoptera: Braconidae        | Larva           |                  | [ 9 ] [ 12 ]              |
| Rhogas testaceus                   | Hymenoptera: Braconidae        | Larva           |                  | [ 9 ] [ 12 ]              |
| Meteorus rubens                    | Hymenoptera: Braconidae        | Larva           |                  | [ 9 ] [ 12 ]              |
| Ageniaspis fuscicollis praysincola | Hymenoptera: Encyrtidae        | Larva           | Endoparassitoide | [ 2 ] [ 8 ] [ 17 ]        |
| Teleopterus erxia                  | Hymenoptera: Eulophidae        | Larva           | Ectoparassitoide | [ 9 ] [ 12 ] [ 18 ]       |
| Elasmus steffani                   | Hymenoptera: Eulophidae        | Larva           | Ectoparassitoide | [ 2 ] [ 19 ]              |
| Kratoochviliana gemma              | Hymenoptera: Eulophidae        | Larva           | Ectoparassitoide | [ 9 ] [ 12 ]              |
| Pnigalio mediterraneus             | Hymenoptera: Eulophidae        | Larva           | Ectoparassitoide | [ 9 ] [ 12 ]              |
| Pnigalio pectinicornis             | Hymenoptera: Eulophidae        | Larva           | Ectoparassitoide | [ 9 ] [ 12 ]              |
| Tetrastichus amethystinus          | Hymenoptera: Eulophidae        | Larva           | Ectoparassitoide | [ 9 ] [ 12 ]              |
| Cirrospilus elongatus              | Hymenoptera: Eulophidae        | Larva           | Ectoparassitoide | [ 9 ] [ 12 ]              |
| Tetrastichus amethystinus          | Hymenoptera: Eulophidae        | Larva           | Ectoparassitoide | [ 9 ] [ 12 ]              |
| Dicladocerus westwoodi             | Hymenoptera: Eulophidae        | Larva           | Ectoparassitoide | [ 9 ] [ 12 ]              |
| Hemiptarsenus unguicells           | Hymenoptera: Eulophidae        | Larva           | Ectoparassitoide | [ 9 ] [ 12 ]              |
| Habrocytus chrysas                 | Hymenoptera: Pteromalidae      | Larva           | Ectoparassitoide | [ 9 ] [ 12 ]              |
| Varie                              | Hymenoptera: Trichogrammatidae | Larva           | Oofago           | [ 2 ]                     |

Per quanto concerne l'intensità dell'azione degli ausiliari le fasi più esposte sono rappresentate dalla generazione antofaga, in tutte le fasi dello sviluppo, e la generazione carpofaga nella fase di uovo e larva neonata.
Fra i fattori ambientali fisici il ruolo fondamentale è svolto dall'andamento climatico e, in particolare, dal regime termico. Il clima interferisce principalmente con la generazione carpofaga e quella fillofaga. Sulla generazione carpofaga hanno effetto letale le alte temperature e il clima siccitoso durante la fase delle ovideposizioni (da metà giugno agli inizi di luglio), sia sulle uova sia sulle neonate. Sulla generazione fillofaga hanno un ruolo di contenimento gli inverni rigidi, sulle larve di 1ª età, e le primavere fredde, su quelle di 5ª età e sulle crisalidi.
Altri fattori di mortalità citati in letteratura sono la cascola precoce e la competizione intraspecifica. La cascola postallegagione è attribuibile in parte anche a cause fisiologiche o ambientali che, naturalmente, si ripercuotono sulla sopravvivenza delle larve. Il secondo fattore si evidenzia in annate di forti infestazioni sulla generazione carpofaga, quando avvengono più ovideposizioni per oliva: in questi casi una sola larva avrà il sopravvento sulle altre, destinate a morire.
L'insieme di questi fattori porta in genere ad elevate percentuali di mortalità, di molto superiori al 90% per le generazioni antofaga e carpofaga e di poco inferiori per quella fillofaga. Queste percentuali non impediscono tuttavia il verificarsi di danni ingenti quando le percentuali di mortalità si assestano su valori inferiori ma pur sempre alti.

## Danni
La valutazione dei danni prodotti dalla Tignola è piuttosto complessa per i molteplici elementi da prendere in considerazione: gli attacchi del fitofago, infatti, si esercitano su tre differenti organi, di cui solo l'ultimo ha una correlazione diretta con la produzione. Tuttavia la stessa stima della dannosità della generazione carpofaga diventa problematica se non si tiene conto delle interferenze attribuibili alla mortalità delle larve, alle cause naturali della cascola, a meccanismi intrinseci di difesa o di compensazione omeostatica dell'olivo. Poiché questi fattori d'interferenza variano notevolmente secondo il contesto, la definizione di un criterio di validità generale è poco affidabile. Ciò può condurre a due tipi di errori:
- sopravvalutazione del danno in casi di attacchi apparentemente intensi
- sottovalutazione del danno in casi di attacchi apparentemente lievi.

### Generazione fillofaga
È opinione comune che, in condizioni ordinarie, i danni prodotti dalla generazione fillofaga sono di modesta entità e non richiedono interventi di controllo: le mine scavate dalle larve fino alla 4ª età sono considerate un danno lieve perché la pianta sopporta bene questi attacchi; le stesse foglie attaccate mantengono la vitalità per più anni, pur perdendo una parte della superficie assimilante.
Danni più consistenti sono prodotti invece dalle larve di 5ª età quando si esercitano sui giovani germogli, in quanto possono condurre al blocco dell'accrescimento. Se contenuti, in rapporto al numero di germogli emessi dalla pianta, non giustificano la necessità di un intervento. Si possono però presentare casi da richiedere interventi straordinari quando si hanno intensi attacchi su giovani piantine, situazione che può interessare il settore del vivaismo oppure un oliveto appena impiantato.

### Generazione antofaga
Anche per la generazione antofaga, in condizioni normali non è richiesto un intervento di controllo. L'olivo è una pianta che ha una percentuale di allegagione fisiologicamente bassa, che di norma si assesta su valori del 7-10%. Tuttavia, la specie ha meccanismi fisiologici che, anche in caso di percentuali di allegagione molto più basse, permettono alla pianta di compensare il gap con la produzione residua. Produzioni medio-alte possono essere garantite anche con percentuali di allegagione dell'ordine del 1-2%. In definitiva, a fronte del notevole numero di fiori prodotti da una pianta, sono pochissimi quelli destinati a produrre un'oliva, per cui anche attacchi di particolare intensità non avranno ripercussioni sulla produzione.
I danni da parte della generazione antofaga possono essere significativi in particolari condizioni, quando la fioritura è poco abbondante. Tale contesto si può verificare su certe cultivar di olivo oppure in certe annate con andamento climatico sfavorevole.

### Generazione carpofaga
La generazione carpofaga è quella che effettivamente produce danni di una certa consistenza, che vanno però valutati in rapporto al contesto. Per valutare i danni prodotti dalla generazione carpofaga non si possono trascurare i seguenti aspetti:
- L'entità delle ovideposizioni o delle catture degli adulti sfarfallati è priva di affidabilità, dato che in condizioni normali la percentuale di mortalità della generazione carpofaga è dell'ordine del 98-99%[2]. In altri termini, anche rilevando un'intensa attività degli adulti o un numero elevato di ovideposizioni, è possibile che ciò non si tramuti in un danno economico significativo.
- L'olivo è una specie soggetta ad una cascola fisiologica che si verifica con una certa intensità subito dopo l'allegagione, con un'intensità minore nel corso dell'estate e, in misura più rilevante nella tarda estate. Questo comportamento è insito nella capacità dell'olivo di calibrare la sua produzione in funzione delle condizioni ambientali, proprietà che permette di ottenere produzioni elevate in condizioni favorevoli ma anche di garantire una produzione minima in condizioni proibitive (es. siccità, ecc.). I danni prodotti dalle larve carpofaghe, perciò, coincidono in parte con un comportamento fisiologico: in altri termini un'oliva attaccata non costituisce un danno se questa è in ogni caso destinata a cadere prematuramente per altre cause.
- La pianta tende a disfarsi delle olive potenzialmente più deboli, perciò la percentuale di infestazione rilevata sulle olive soggette a cascola precoce o a cascola estiva è mediamente più alta di quella rilevata sulle olive residue[6]. In altri termini, se un'olivina attaccata dalla Tignola cade durante l'estate, la causa non va attribuita necessariamente alla Tignola bensì alla pianta, che al momento di scartare le olive in eccesso "sceglie" di liberarsi di quelle che in ogni modo offriranno scarse garanzie.
- Entro certi limiti, le cultivar da olio sono in grado di compensare una minore produzione, in termini di numero di olive, incrementando il peso e la resa in olio su quelle rimaste[6].

A queste considerazioni vanno aggiunte quelle relative al concetto di soglia di intervento: l'intervento di controllo è economicamente giustificato se il suo costo è inferiore al beneficio economico derivato dal recupero della produzione che sarebbe realmente persa a causa della Tignola.
In relazione a quanto detto, si evince che la generazione carpofaga produce un danno di una certa consistenza, ma che non necessariamente giustifica eventuali interventi fitoiatrici. La ricerca scientifica ha dedicato una particolare attenzione a questo aspetto, nel tentativo di allestire modelli previsionali che permettano una valutazione precoce della probabile entità del danno. Tali modelli hanno però una validità contestuale e non è detto che possano essere propagati a situazioni ambientali e locali differenti. A titolo di esempio, in Puglia è stato stimato che la percentuale di infestazione sulle olive appena allegate è mediamente 2-3 volte superiore alle olive soggette alla cascola di fine estate causata dalla Tignola. Il danno "tecnico" va poi stimato in termini di benefici-costi per valutare l'effettiva opportunità di un intervento di controllo. Con criteri dello stesso indirizzo, in Sardegna è stata stimata una soglia d'intervento, riferita alla percentuale di infestazione sulle olivine in postallegagione, dell'ordine del 40-50% per la cultivar Bosana (da olio), del 5% per cultivar da mensa in annate di carica e del 10%, sempre per varietà da mensa, in annate di carica.

## Difesa dell'olivo
Vista la possibilità non rara che gli attacchi del Prays siano poco dannosi e tali da non giustificare interventi di controllo, i metodi di lotta più razionali vertono sulla lotta biologica e sulla lotta integrata. Una difesa basata sulla lotta a calendario, oltre a rivelarsi inutile in molti contesti, aumenta i costi di gestione dell'oliveto e l'impatto ambientale. In base a quanto detto precedentemente, gli eventuali interventi sono mirati a combattere esclusivamente la generazione carpofaga, lasciando le altre generazioni al controllo naturale e intervenendo solo in casi eccezionali.
La lotta alla generazione carpofaga si può attuare solo in via preventiva, nelle prime fasi, ossia nel corso delle ovideposizioni o al massimo quando le larvette sono appena penetrate. Eventuali trattamenti chimici eseguiti tardivamente, dalla metà di luglio in poi, si rivelano privi di efficacia per l'impossibilità di raggiungere la larva annidata nel seme. Dato il contesto, la valutazione dell'opportunità dell'intervento richiede necessariamente il monitoraggio della popolazione, che si può attuare in diversi modi.

### Monitoraggio
Il monitoraggio della popolazione ha lo scopo di quantificare l'entità delle ovideposizioni e, quindi, stimare l'intensità degli attacchi da parte della generazione carpofaga. I metodi a disposizione sono di tre tipi:
- monitoraggio diretto delle ovideposizioni della generazione carpofaga
- monitoraggio degli adulti sfarfallati dalla generazione antofaga
- monitoraggio del grado di infestazione della generazione antofaga.

Il monitoraggio diretto delle ovideposizioni è sicuramente il metodo più affidabile in quanto permette una stima diretta della probabile infestazione, fermo restando che nella stima si deve comunque applicare un adeguato coefficiente di riduzione. Il monitoraggio va fatto su un campione di 100-200 olive prelevate con una distribuzione casuale. Il limite di questo metodo consiste nel fatto che l'esame deve essere fatto ricorrendo ad uno stereomicroscopio o una lente a forte ingrandimento, date le piccole dimensioni delle uova (0,5 mm). Il periodo in cui prelevare i campioni dipende naturalmente dalla precocità della cultivar e dalla località e va dagli inizi di giugno alla prima metà di luglio. Eventualmente si può restringere il periodo di campionamento ricorrendo al monitoraggio dei maschi. La soglia di intervento varia, come si è detto in precedenza, in funzione di criteri ambientali e varietali. In proposito è utile attenersi alle indicazioni dei bollettini fitosanitari, che riportano in genere soglie di intervento calibrate sulle realtà locali. Tale soglia, in molte regioni italiane, è orientata a valori dell'ordine del 10-15% per cultivar da olio.

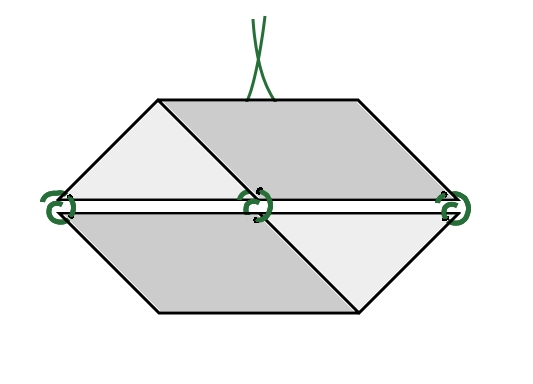
Trappola a capannina

Il monitoraggio degli adulti si basa sull'impiego di trappole a feromone e, quindi, rileva la popolazione dei maschi. Il feromone della Tignola dell'olivo ha un raggio d'azione molto ampio, perciò sono sufficienti poche trappole (massimo 3 trappole ad ettaro). Le trappole per il Prays oleae sono del tipo a capannina, con fondo cosparso di vischio entomologico recante al centro l'erogatore del feromone. Il ricorso alle trappole a feromone non è scevro da problemi: in corrispondenza dei picchi di cattura si hanno in genere catture dell'ordine di alcune centinaia di maschi a settimana, con punte eccezionali che possono superare anche il migliaio, perciò la lettura delle trappole non è agevole. Il problema principale, però, risiede nella difficoltà di correlare la dinamica dei voli all'infestazione reale: per quanto esistano già delle indicazioni di riferimento pubblicate talvolta nei bollettini fitosanitari, ancora non esistono conoscenze affidabili sulla soglia di intervento basata sulle catture dei maschi.
Se il monitoraggio degli adulti non è propriamente indicato per determinare la soglia di intervento, il metodo si rivela invece di indubbia utilità per determinare il momento opportuno in cui intervenire: i trattamenti chimici larvicidi eseguiti sulla generazione carpofaga sono efficaci solo se eseguiti con principi attivi endoterapici in grado di raggiungere la larva durante la fase di penetrazione. Un trattamento eseguito in ritardo ha scarsa efficacia se l'oliva ha già dimensioni non trascurabili e in ogni modo non ha alcuna efficacia se il nocciolo è in fase di lignificazione. Sulla base di queste considerazioni, tenuto conto che l'attività di ovideposizione è intensa nella prima settimana dallo sfarfallamento, il momento opportuno in cui eseguire il trattamento rientra nell'intervallo massimo di una settimana dal rilevamento del picco di catture.
Il monitoraggio delle infiorescenze attaccate dalla generazione antofaga si basa sul presupposto che da questa generazione sfarfallano gli adulti che deporranno le uova della generazione carpofaga. Esiste una correlazione fra l'intensità di infestazione delle infiorescenze e l'intensità delle ovideposizioni della generazione successiva. Tenendo conto dei fattori di mortalità, la soglia d'intervento consigliata si aggira su percentuali dell'ordine del 30-35% di fiori infestati. Il vantaggio di questo metodo consiste nella facilità del rilevamento, in quanto non richiede l'uso dello stereomicroscopio.

### Metodi di lotta
La lotta al Prays oleae può essere condotta ricorrendo a metodi chimici impostati secondo i criteri della lotta integrata oppure a metodi biologici. Tecniche agricole come il sovescio o colture di copertura - colture erbacee coltivate per migliorare la fertilità dei suoli - possono contribuire alla lotta e la prevenzione coprendo il suolo, riducendone la temperatura e favorendo la diffusione di piccoli animali e insetti predatori della Prays oleae e di altri parassiti.
Il trattamento chimico va eseguito contro la generazione carpofaga in corrispondenza della massima attività di ovideposizione. L'epoca del trattamento si colloca - secondo i contesti - in un intervallo temporale che non si protrae oltre la metà di luglio. A tal fine, come si è detto in precedenza, è di grande utilità ricorrere al monitoraggio degli adulti ed eseguire il trattamento entro una settimana dal rilevamento del picco di catture. Considerato il meccanismo con cui avviene l'infestazione, il principio attivo deve necessariamente essere endoterapico (sistemico o citotropico) in quanto deve penetrare nell'olivina e raggiungere la larva. Trattamenti con prodotti di copertura sono privi di efficacia in quanto la larva della generazione carpofaga penetra nell'olivina direttamente dall'uovo senza fuoriuscire all'esterno. Gli insetticidi consigliati in letteratura o dai servizi fitosanitari sono i fosforganici, in particolare il dimetoato, il triclorfon, il fenitrothion.
Per le cultivar da mensa si ritiene opportuno l'intervento sulla generazione antofaga in caso di scarsa fioritura con una soglia d'intervento del 10-15% di infiorescenze attaccate.
La lotta biologica si basa principalmente sul metodo inoculativo e su quello protettivo. Il metodo inondativo presuppone infatti il lancio di un entomofago dotato di notevole mobilità, in grado di distribuirsi uniformemente in tutto l'oliveto. Considerata l'entomofauna utile attiva sulla tignola, l'ausiliare più indicato, disponibile in commercio, è la Chrysoperla carnea che, per la biologia e l'etologia della larva, non può essere impiegata in olivicoltura con il metodo inondativo. Migliori risultati potrebbero darli i Trichogrammatidi e gli Antocoridi, insetti più mobili, ma non ci sono sufficienti studi specifici in proposito.
Intervenendo preventivamente sulle generazioni fillofaga e antofaga si può invece ricorrere ai preparati a base di Bacillus thuringiensis. Questo bioinsetticida si è infatti rivelato efficace nei confronti della Tignola. Per le sue prerogative agisce esclusivamente sulle larve che si trovano all'aperto e, soprattutto, si rivela efficace sulle larve nei primi stadi di sviluppo. L'intervento più razionale, pertanto, dovrebbe collocarsi all'inizio dell'infestazione della generazione antofaga. In questo contesto il trattamento insetticida, compatibile con i criteri della lotta biologica, ha lo scopo preventivo di abbassare la popolazione di adulti della generazione antofaga e ridurre perciò l'intensità delle ovideposizioni.
Nello stesso ambito d'impiego si colloca l'azadiractina, tuttavia, se questo principio attivo è indicato fra quelli impiegabili nella lotta al Prays, non si è finora dimostrato efficace.
In merito ad altri metodi di controllo della Tignola dell'olivo, sono state condotte prove di lotta con il metodo della confusione sessuale, senza fornire risultati apprezzabili.